# Кларкстон (Мічиган)
Кларкстон (англ. Clarkston) — місто (англ. city) в США, в окрузі Окленд штату Мічиган. Населення — 928 осіб (2020).

## Географія
Кларкстон розташований за координатами 42°43′54″ пн. ш. 83°25′24″ зх. д. / 42.73167° пн. ш. 83.42333° зх. д. (42.731782, -83.423430).  За даними Бюро перепису населення США в 2010 році місто мало площу 1,33 км², з яких 1,14 км² — суходіл та 0,19 км² — водойми.

## Демографія
Згідно з переписом 2010 року, у місті мешкали 882 особи в 402 домогосподарствах у складі 248 родин. Густота населення становила 665 осіб/км².  Було 440 помешкань (332/км²).
Расовий склад населення:
| - 97,7 % — білих - 0,6 % — азіатів - 0,2 % — чорних або афроамериканців - 0,1 % — корінних американців |

До двох чи більше рас належало 0,9 %. Частка іспаномовних становила 1,8 % від усіх жителів.
За віковим діапазоном населення розподілялося таким чином: 21,4 % — особи молодші 18 років, 59,4 % — особи у віці 18—64 років, 19,2 % — особи у віці 65 років та старші. Медіана віку мешканця становила 45,4 року. На 100 осіб жіночої статі у місті припадало 94,7 чоловіків;  на 100 жінок у віці від 18 років та старших — 86,8 чоловіків також старших 18 років.
Середній дохід на одне домашнє господарство  становив 102 027 доларів США (медіана — 69 000), а середній дохід на одну сім'ю — 137 330 доларів (медіана — 106 429). Медіана доходів становила 82 083 долари для чоловіків та 48 750 доларів для жінок. За межею бідності перебувало 3,0 % осіб, у тому числі 2,1 % дітей у віці до 18 років та 2,8 % осіб у віці 65 років та старших.
Цивільне працевлаштоване населення становило 417 осіб. Основні галузі зайнятості: освіта, охорона здоров'я та соціальна допомога — 31,9 %, виробництво — 14,6 %, роздрібна торгівля — 10,3 %, науковці, спеціалісти, менеджери — 9,8 %.